# Choerodon zamboangae
Choerodon zamboangae är en fiskart som först beskrevs av Alvin Seale och Bean, 1907.  Choerodon zamboangae ingår i släktet Choerodon och familjen läppfiskar. IUCN kategoriserar arten globalt som livskraftig. Inga underarter finns listade i Catalogue of Life.